# Санта-Еулалія-де-Арнозу
Санта-Еулалія-де-Арнозу (порт. Santa Eulália de Arnoso; МФА: [ˈsɐ̃.tɐ iw.ˈɫa.ɫi.ɐ dɨ aɾ.ˈno.zu]) — парафія в Португалії, у муніципалітеті Віла-Нова-де-Фамалікан. Розташована в північно-західній частині країни, на теренах історичної португальської провінції Дору-Міню. Входить до складу округу Брага. За адміністративним поділом, чинним до 1976 року, терени парафії були складовою провінції Міню. Належить до Бразької архідіоцезії Католицької церкви. Патрон — свята Евлалія. Площа — 2,7081 км². Населення — 1111 ос. (2011). Слабо урбанізований регіон. Густота населення — 410,25 осіб/км²
. Код — 031237.

## Назва
- Арнозу (Санта-Еулалія) (порт. Arnoso (Santa Eulália)) — офіційна назва.

## Населення
| Кількість мешканців | Кількість мешканців | Кількість мешканців | Кількість мешканців | Кількість мешканців | Кількість мешканців | Кількість мешканців | Кількість мешканців | Кількість мешканців | Кількість мешканців | Кількість мешканців | Кількість мешканців | Кількість мешканців | Кількість мешканців | Кількість мешканців |
| ------------------- | ------------------- | ------------------- | ------------------- | ------------------- | ------------------- | ------------------- | ------------------- | ------------------- | ------------------- | ------------------- | ------------------- | ------------------- | ------------------- | ------------------- |
| 1864                | 1878                | 1890                | 1900                | 1911                | 1920                | 1930                | 1940                | 1950                | 1960                | 1970                | 1981                | 1991                | 2001                | 2011                |
| 497                 | 531                 | 526                 | 512                 | 552                 | 581                 | 700                 | 777                 | 915                 | 1 035               | 1 038               | 1 125               | 1 125               | 1 122               | 1 111               |